# Stefan Meusburger
Stefan Meusburger (* 28. Oktober 1993) ist ein österreichischer Fußballspieler.

## Karriere
Meusburger begann seine Karriere beim FC St. Margarethen/Knittelfeld. Nachdem er beim ESV Knittelfeld gespielt hatte, wechselte er zum FC Gratkorn. 2014 wechselte er zum Profiverein Kapfenberger SV. Sein Profidebüt gab er am 22. Spieltag 2014/15 gegen den Floridsdorfer AC.
Zur Saison 2017/18 wechselte er zum Ligakonkurrenten TSV Hartberg.
Nach dem Aufstieg der Hartberger in die Bundesliga wechselte er zur Saison 2018/19 zum Mitaufsteiger FC Wacker Innsbruck, bei dem er einen bis Juni 2020 laufenden Vertrag erhielt. Mit Wacker musste er 2019 wieder aus der Bundesliga absteigen. Für Wacker kam er insgesamt jeweils zu 20 Bundes- und Zweitligaeinsätzen. Zwischen September 2020 und November 2021 musste Meusburger aufgrund von Rückenproblemen verletzt aussetzen. Im Februar 2022 wurde der Innenverteidiger bis zu seinem Vertragsende im Juni 2022 von Wacker freigestellt. Während seiner Abwesenheit schlitterte Wacker in die Insolvenz und musste zwangsweise aus der 2. Liga absteigen.
Zur Saison 2022/23 wechselte Meusburger dann zum fünftklassigen FC Obdach.
Seit Sommer 2025 ist Meusburger Co-Trainer von Manfred Gollner in der ersten Mannschaft des FC Obdach.

## Persönliches
Sein Vater ist der ehemalige Bundesligaspieler Franz Meusburger.